# آلفونسو کورونا بلاکه
آلفونسو کورونا بلاکه (اسپانیایی: Alfonso Corona Blake‎؛ ۲ ژانویهٔ ۱۹۱۹ – ۲۱ ژانویهٔ ۱۹۹۹) یک کارگردان فیلم و فیلم‌نامه‌نویس اهل مکزیک بود. او در بین سال‌های ۱۹۵۶ تا ۱۹۷۱ تعداد ۲۷ فیلم کارگردانی نمود.

## بخشی از فیلمشناسی
- خوشی (۱۹۵۶)